# Armata de Dobrogea
Armata de Dobrogea a fost o mare unitate de nivel operativ care s-a constituit la 27 august/7 septembrie 1916, prin gruparea unităților ruse și române care acționau pe secțiunea din Dobrogea a Frontul Român, în toamna anului 1916. Armata a făcut parte inițial din organica Grupului Armatelor de Sud, iar apoi în subordinea directă a Marelui Cartier General. Armata a fost comandată de generalul Andrei Zaioncikovski. Armata de Dobrogea a participat la acțiunile militare pe frontul român, în perioada 27 august/7 septembrie - 2/14 decembrie 1916, ulterior fiind desființată. :p. 63:p. 529